# Nuestra
Nuestra es el primer disco de la banda de rock venezolana La Vida Bohème, publicado en agosto de 2010. Grabado y producido por Rudy Pagliuca (Malanga). 

## Historia
El álbum fue grabado en Caracas en 2009, en un ámbito muy independiente con Nacional Records. El guitarrista Daniel De Sousa, en ese momento estudiante de ingeniería en la Universidad Simón Bolívar, diseño un pedal de distorsión que fue utilizado en el álbum.
Los sintetizadores del álbum fueron diseñados/programados por la productora de música electrónica Arca, en ese momento conocida en Caracas como Nuuro.
Es considerado como unos de los mejores álbumes del rock venezolano de la historia. El disco fue nominado a la 54º entrega de los Grammy como Mejor Álbum Rock, Pop o Urbano, y a la 12° entrega de los Grammy Latinos como Mejor Álbum de Rock, además de su primer sencillo Radio Capital en la categoría Mejor canción de Rock. Los únicos tres sencillos de este álbum son Radio Capital, Flamingo y Danz! 
La canción «El Buen Salvaje» está incluida en el videojuego FIFA 12, ganando los MTV Game Awards 2012 a Mejor Canción en un Videojuego. 
La primera canción del álbum, «Radio Capital» está presente en el videojuego Grand Theft Auto V, en la emisora de East Los FM.

## Lista de canciones
| N.º | Título                     | Escritor(es)                                       | Duración |  |
| 1.  | «Radio Capital»            | Henry D'Arthenay                                   | 4:33     |  |
| 2.  | «Cigarro»                  | Henry D'Arthenay, Moisés Enghelberg                | 3:38     |  |
| 3.  | «El Buen Salvaje»          | Henry D'Arthenay                                   | 3:28     |  |
| 4.  | «Flamingo»                 | Henry D'Arthenay                                   | 5:00     |  |
| 5.  | «El Zar»                   | Henry D'Arthenay                                   | 4:01     |  |
| 6.  | «Danz!»                    | Henry D'Arthenay, Sebastián Ayala                  | 2:39     |  |
| 7.  | «Calle Barcelona»          | Henry D'Arthenay, Sebastián Ayala                  | 3:31     |  |
| 8.  | «Huxley»                   | Daniel de Sousa                                    | 3:46     |  |
| 9.  | «I.P.O.S.T.E.L.»           | Henry D'Arthenay                                   | 4:13     |  |
| 10. | «El Sentimiento ha Muerto» | Henry D'Arthenay, César Elster                     | 3:32     |  |
| 11. | «Nicaragua»                | Henry D'Arthenay                                   | 5:01     |  |
| 12. | «Nuestra»                  | Henry D'Arthenay, Daniel de Sousa, Sebastián Ayala | 5:33     |  |

## Músicos
La Vida Bohème
- Henry D'Arthenay: Voz, guitarra rítmica, teclados, sintetizador.
- Daniel de Sousa: guitarrá líder, coros, percusión, cencerro.
- Rafael Pérez Medina: Bajo, coros.
- Sebastián Ayala: Batería, coros.

- Datos: Q6046272